# Craig (Alaska)
Craig è una città degli Stati Uniti d'America, situata nella Census Area di Prince of Wales-Hyder, nello Stato dell'Alaska

## Geografia fisica
La comunità e localizzata sulla costa occidentale dell'isola Principe di Galles (è la città più grande dell'isola). Si affaccia sul canale di Klawock (Klawock Inlet) che fa parte della baia di San Alberto (San Alberto Bay). Tra il canale e la baia, di fronte alla cittadina, si trova l'isola Fish Egg (Fish Egg Island). Craig a nord è bagnata dalla baia di Crab (Crab Bay), mentre a sud si trova la baia Port Bagial.
Si trova a 90 chilometri (di volo) da Ketchikan, 11 chilometri (per strada) da Klawock e circa 50 chilometri (per strada) da Hollis, e 350 km a sud di Juneau.

## Storia
In origine, la cittadina di Craig era un campo di pesca temporaneo utilizzato per la raccolta delle aringhe. Craig prende il nome da Craig Miller che fondò una salagione di pesce sulla vicina isola Fish Egg Island nel 1907, con l'assistenza dei nativi locali di Haida che si trasferirono sull'isola del Principe di Galles.

## Clima
Craig ha un clima di tipo oceanico con estati miti con notti fresche e inverni freschi e umidi. Le precipitazioni sono più abbondanti durante l'autunno. Mese più caldo: giugno (22 °C). Mese più freddo: gennaio (-6 °C). Precipitazioni medie anno: 2,5 metri (333 centimetri in ottobre).

## Collegamenti
Aeroporto. A circa 12 chilometri dalla città si trova l'aeroporto di Klawock; è un aeroporto di proprietà pubblica la cui pista misura 1.524 x 30 metri. L'aeroporto collega principalmente Klawock con Ketchkan.
Strade. La strada più importante per la cittadina è la Hollis Rd (numerata come 924) e collega la località di Hollis 55°29′00″N 132°38′05″W dove arriva il traghetto da Ketchikan dopo circa 50 chilometri.
La strada 929 chiamata "Craig-Klawock Hwy" dopo 11 chilometri raggiunge più a nord la cittadina di Klawock.